# Гюнтер XLIII
Гюнтер XLIII Шварцбург-Зондерсгаузенский (нем. Günther XLIII. von Schwarzburg-Sondershausen; 13 августа 1678 — 28 ноября 1740) — князь Шварцбург-Зондерсгаузена в 1720—1740 годах.

## Биография
Князь Гюнтер — сын Кристиана Вильгельма, князя Шварцбург-Зондерсгаузенского и его супруги княгини Антонии Сибиллы (1641—1684), дочери Альбрехта Фридриха I, графа Барби-Мюлингенского. Ещё при жизни отца Гюнтер принял на себя бразды правления в княжестве и прослыл справедливым, добрым и благочестивым правителем. Согласно договору наследования и правопреемства, заключённого в 1713 году, Гюнтер как перворождённый сын являлся единоличным наследником и правящим князем. Он ликвидировал права суверенные права других лиц на территории в составе княжества и тем самым добился признания и славы.
В Ехабурге князь Гюнтер повелел построить новую церковь, а в Зондерсгаузене — новый дворец для принцев. Князь был известен как большой любитель охоты и построил охотничий дворец у Хайнслайте близ Зондерсгаузена. Гюнтер не обзавёлся наследниками, поэтому в Шварцбург-Зондерсгаузене ему наследовал сводный брат Генрих XXXV.

## Семья
2 октября 1712 года князь Гюнтер вступил в брак с Елизаветой Альбертиной Ангальт-Бернбургской, дочерью князя Карла Фридриха Ангальт-Бернбургского. В браке детей не было.